# Parataygetis lineata
Parataygetis lineata är en fjärilsart som beskrevs av Frederick DuCane Godman och Osbert Salvin 1880. Parataygetis lineata ingår i släktet Parataygetis och familjen praktfjärilar. Inga underarter finns listade i Catalogue of Life.